# RAIN (GLAYの曲)
「RAIN」（レイン）は、日本のロックバンド・GLAYが1994年5月25日にプラチナム・レコードからリリースしたファースト・シングルである。
このシングルでGLAYはメジャーデビューを果たした。

## 概要
上京後の1993年にリリースしたデモテープ『SPEED POP』に、原型となる楽曲「JULIA (reason for so long)」が収められている。その後、YOSHIKIが作詞と一部の作曲を手掛ける。クレジットは、作詞：YOSHIKI、作曲：YOSHIKI・TAKUROである。
1995年3月1日発売のファーストアルバム『SPEED POP』には、冒頭の雨の音をカットしたアルバムバージョンが収録されている。このバージョンは、2009年10月21日発売のベストアルバム『THE GREAT VACATION VOL.2 〜SUPER BEST OF GLAY〜』にも収録されている。インディーズアルバム『灰とダイヤモンド』には、アレンジの異なるバージョンが収録されている。冒頭に雨の音が入っているシングルのオリジナルバージョンはアルバムには収録されていないが、『SPEED POP Anthology』にはこのシングルバージョンをベースにリミックス・リマスタリングが施された音源が収録された。
品番について、本来『RAIN』がPODH-7001となるはずが、次作『真夏の扉』がPODH-7001、『RAIN』がPODH-7002となっている。理由は、収録当時にロス大地震が起きた影響で、『真夏の扉』を先にレコーディングしたためである。
デビューシングルながらタイアップが大きく、10万枚を越えるスマッシュヒットを記録した。

## 収録曲
| 全編曲: YOSHIKI。 |                                   |           |                 |       |
| #                 | タイトル                          | 作詞      | 作曲            | 時間  |
| 1.                | 「RAIN」                          | YOSHIKI   | YOSHIKI・TAKURO | 7:10  |
| 2.                | 「RAIN （オリジナル・カラオケ）」 |           |                 | 7:10  |
| 合計時間:         | 合計時間:                         | 合計時間: | 合計時間:       | 14:20 |

## 楽曲解説
1. RAIN
YOSHIKIのアレンジが前面に出ており、ストリングスを多用し、楽曲の後半ではYOSHIKIがピアノで伴奏している。YOSHIKIによるピアノの演奏はTAKUROが提案した。「YOSHIKIにプロデュースされるバンドはみんなYOSHIKIに気合を入れられる（殴られる）」という噂があったことから、「ピアノを弾いてください」と頼めばプロデュースを断られるだろうと考えたためであるが、意外にもYOSHIKIが快諾したので実現した、とTAKUROは語っている。発売当時は「YOSHIKIの七光り」と評されることもあり、YOSHIKIのファンからは「YOSHIKIを七光り扱いするなんて！」と激怒されたという[2]。
原型となった楽曲は、TAKUROがアマチュア時代の16歳の頃に作詞作曲した「JULIA (reason for so long)」である。この楽曲がYOSHIKIの目にとまり[3]、アレンジが加わり「RAIN」となる。メロディはほとんど変わっていないが、歌詞はまったく異なっており、バックのサウンドも元々はアコースティック・ギターのみであった。
作詞の名義がYOSHIKIであることもあり、ライブでは滅多に演奏しない。TAKURO曰く「YOSHIKIさんを超えるアレンジができなかった」という。しかし「GLAY EXPO '99 SURVIVAL」開催前のラジオで、EXPOのチケットが完売したらこの楽曲を演奏すると発言し、その公約通り、アンコールにロックバージョンで披露した。また、2015年に開催された「20th Anniversary Final GLAY in TOKYO DOME 2015 Miracle Music Hunt Forever」では、YOSHIKIをゲストに据えて披露された。
テレビアニメ「ヤマトタケル」の初代エンディングテーマとしてタイアップしていた。同アニメのオープニングテーマもGLAYの「真夏の扉」である。アニメ側が発売したビデオにはこれらの楽曲は未収録であるが、CSでの放送ではそのまま楽曲が使われている[4]。
2. RAIN （オリジナル・カラオケ） (7:10)

## パーソネル
- ミキシング&レコーディング・エンジニア：リッチ・ブリーン
- アシスタント・エンジニア：マイク・ストック、タール・ミラー
- ストリングス・アレンジ：YOSHIKI
- シンセサイザー・プログラミング：ジェフ・グレイス
- ゲスト・ミュージシャン：マイク・ベアード（ドラムス）

## タイアップ
- 東宝映画「ヤマトタケル」主題歌
- TBSテレビアニメ「ヤマトタケル」初代エンディングテーマ

## 収録アルバム
- 灰とダイヤモンド（アレンジが異なるバージョン）
- SPEED POP（アルバムバージョン）
- THE GREAT VACATION VOL.2 〜SUPER BEST OF GLAY〜（アルバムバージョン）
- 灰とダイヤモンド Anthology（アレンジが異なるバージョン）
- SPEED POP Anthology（リミックスバージョン）